# Elvé

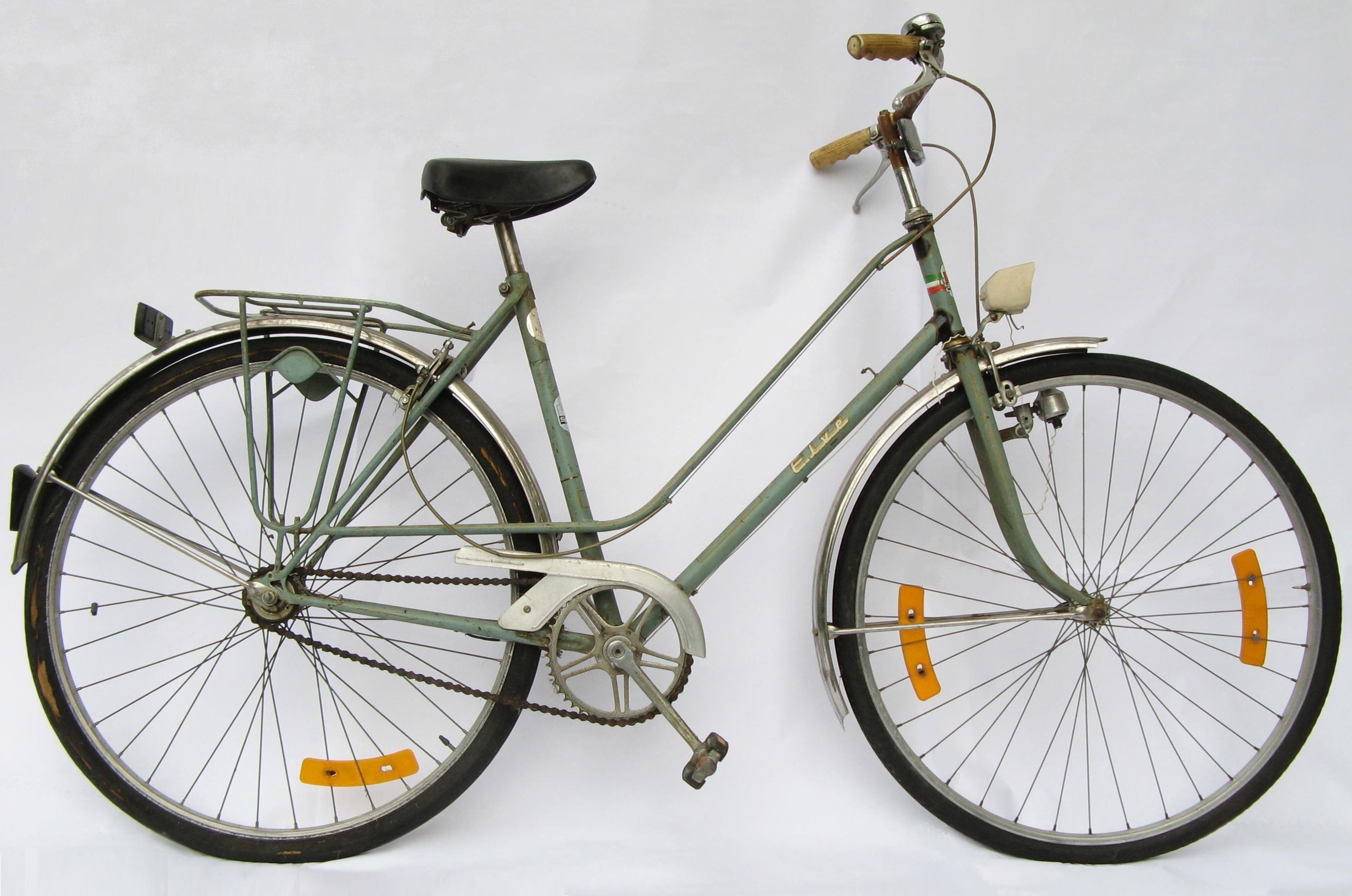
Een toerfiets van Elvé

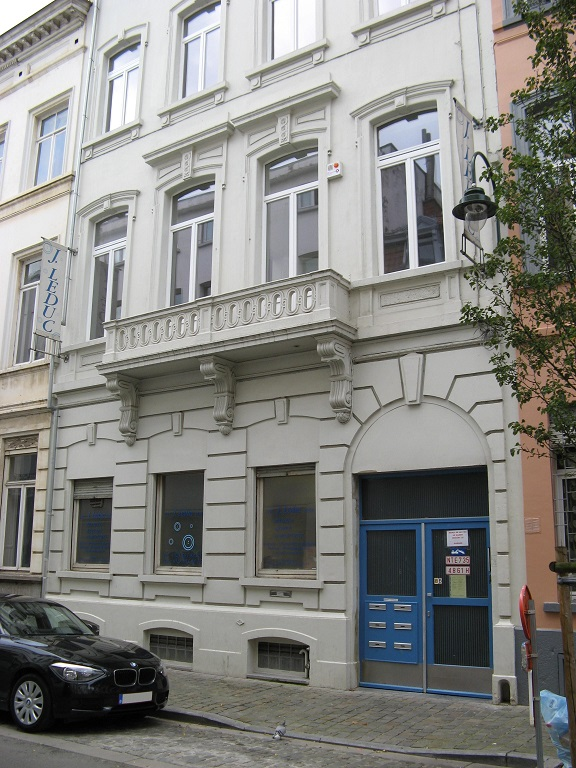
Artesiëstraat 54 Brussel (2013)

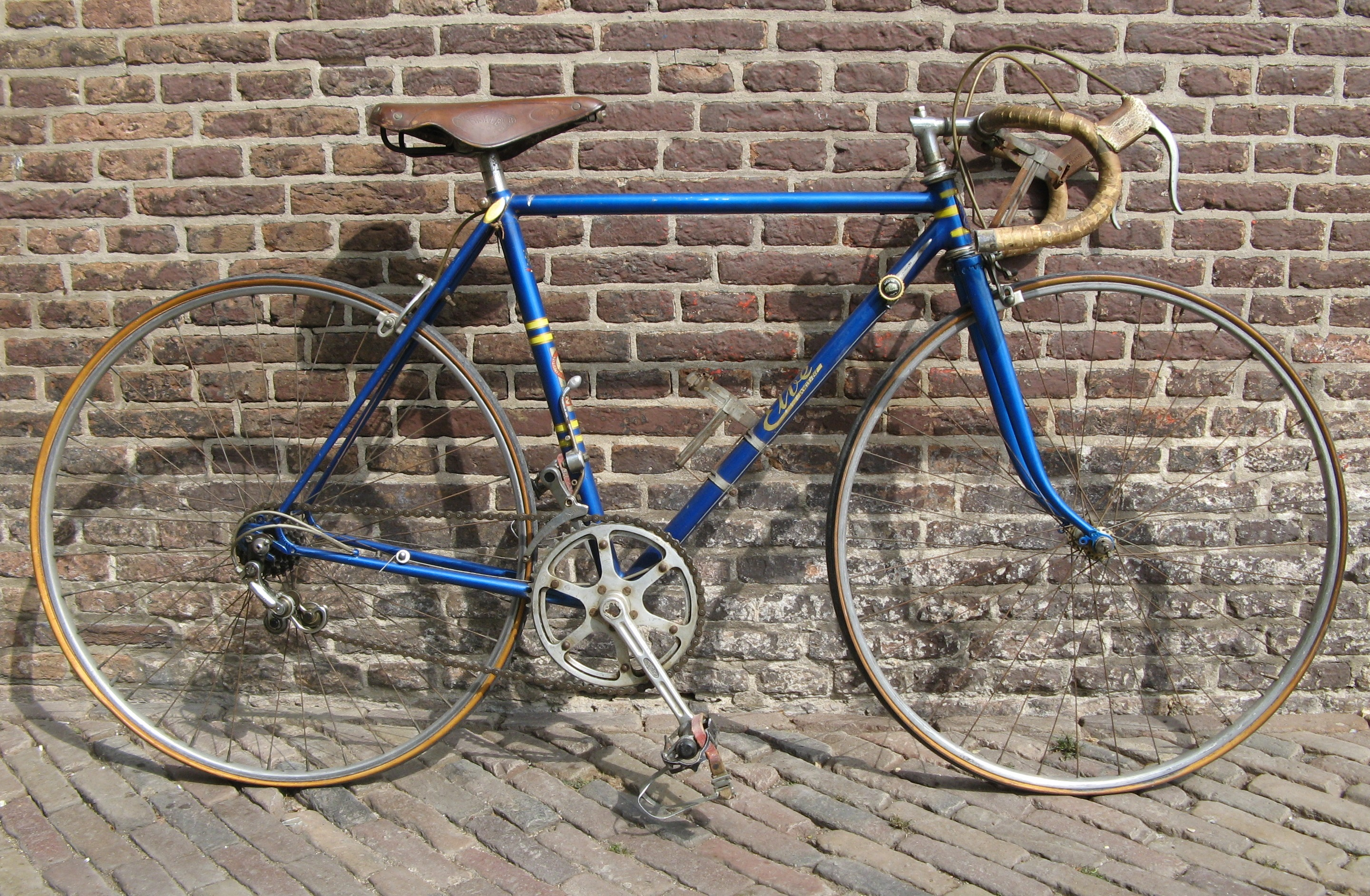
De fiets die Stan Ockers schonk aan Prins Alexander

Elvé is een voormalige Belgische fietsenfabriek, gevestigd in Dion-le-Mont, opgericht door Léon Vanderhulst (1913-1992).
De naam Elvé is ontleend aan de initialen van de oprichter. In het boek 'Peugeot et le cyclisme' staat vermeld dat Léon Vanderhulst op 15-jarige leeftijd begon fietsen te bouwen op de boerderij van zijn ouders. Een tekst met dergelijke strekking is ook te vinden in de krant 'Vers L'Avenir'. Léon Vanderhulst raakte op jonge leeftijd geïnteresseerd in de wereld van het fietsen en opende een zaak in Dion-le-Mont, waar hij werkte aan fietsen en bromfietsen. Later werd hij algemeen vertegenwoordiger van Peugeot-fietsen en bromfietsen in België. In 1957, na het overlijden van zijn vrouw, vertrok hij naar Belgisch Congo waar hij ook een handel in fietsen had. Na verloop van tijd kwam hij terug naar België, onder invloed van het overlijden van een van zijn zonen.
In de beroepen-almanak van 1950 van Archief Stad Brussel staat dat Elvé een vestiging heeft aan de Nijverheidskaai 17 te Brussel. Léon Vanderhulst dreef hier een groothandel in fietsen, fietsonderdelen en bromfietsen. Van 1955 tot en met 1966 staat vermeld dat Léon Vanderhulst een vestiging heeft aan de Artesiëstraat 54 te Brussel, in het pand waar voorheen Ch. van Eijken was gevestigd. Toen de koning van België een fiets bij hem bestelde besloot hij een serie toerfietsen te produceren met de naam 'Elvé Royal'. In 1978 werd het 50-jarig bestaan van Elvé gevierd.
Léon Vanderhulst was schepen in zijn woonplaats van 1971 tot 1976. Hij ligt begraven in Dion-le-Mont.
Elvé was sponsor van talrijke wielerploegen van 1949 tot en met 1970. Co-sponsoren waren o.a. Météore, Peugeot en Marvan. Léon Vanderhulst was zelf ploegleider van 1955 tot en met 1957. In 1955 werd Stan Ockers in Frascati wereldkampioen op de weg op een fiets van Elvé. Volgens één bron is dit de fiets die de renner schonk aan de toen 13-jarige Prins Alexander van België.. Volgens een andere bron is de geschonken fiets het exemplaar waarmee de renner de groene trui in de Ronde van Frankrijk won in 1955. Voor de wielerploeg reden onder anderen ook de bekende renners Rik Van Steenbergen en Raymond Impanis.
De afgebeelde toerfiets is afgemonteerd met remmen van Weinmann, buitenbanden van Carideng (met het panter-symbool), een freewheel van Atom, een koplamp van Soubitez, een dynamo van FER en heeft wielen met velglinten van katoen.
De afgebeelde racefiets die Stan Ockers schonk aan Prins Alexander, heeft velgen van Weinmann en naven van Campagnolo, waarvan de achternaaf de mogelijkheid heeft er aan beide kanten een pignon op te schroeven zodat het wiel kon worden omgedraaid. De fiets is voorzien van Michelin-banden, remmen van Mafac, een zadel van Tron et Berthet (Idéale TB 59), een crankstel van Stronglight, pedalen van Roto met toeclips van Christophe. De patten zijn van Simplex, evenals de voorderailleur en achterderailleur (Simplex 543, met plunjerveer). Het stuur is van Titan, op de losse manchet staan de namen M. Kint, S. Maes en A. Schotte, naar de wielrenners Marcel Kint, Sylvère Maes en Briek Schotte. Op het balhoofdplaatje is de 'Waalse Haan' (Le Coq Hardi) te zien. Waarschijnlijk is deze fiets speciaal gemaakt voor Elvé door constructeur Arthur Delorge van Dera.  